# NGC 2893
NGC 2893 este o galaxie lenticulară situată în constelația Leul. A fost descoperită în 13 martie 1785 de către William Herschel. Se află la o distanță de 26,9 de megaparseci de Pământ.